# 김영삼도서관
김영삼도서관은 서울특별시 동작구에 있는 공립 도서관이다.

## 연혁
- 2020년 10월 30일 김영삼도서관 개관
- 2021년 12월 28일 서울시 공공도서관 육성 발전 유공 시장표창 수상(시-자치구 협력)
- 2022년 9월 1일 디지털북 체험공간 조성
- 2022년 11월 30일 교육부 교육기부 진로체험기관 인증